# Grabienice Małe
Grabienice Małe – wieś sołecka w Polsce położona w województwie mazowieckim, w powiecie mławskim, w gminie Strzegowo.
Wierni Kościoła rzymskokatolickiego należą do parafii św. Mikołaja w Niedzborzu.
W latach 1975–1998 miejscowość administracyjnie należała do województwa ciechanowskiego.
W Grabienicach urodzili się:
- Władysław Smoleński (1851-1926) – historyk, profesor Uniwersytetu Warszawskiego,
- Andrzej Chodubski (1952-2017) – historyk i politolog, profesor zwyczajny Uniwersytetu Gdańskiego.